# Regal Worm
Regal Worm — британський гурт, який грає прогресивний і психоделічний рок. Створений у 2012 році Джарродом Гослінгом (Jarrod Gosling), відомим своєю участю в проєктах I Monster та Cobalt Chapel. Гослінг відомий також під псевдонімом Варрод Гоблінк (Varrod Goblink). Regal Worm — його сольний проєкт досліджень у сфері прогресивного й психоделічного року.

## Формування та музичний стиль
Гурт Regal Worm був створений у Шеффілді (Велика Британія). Це переважно сольний проєкт, у якому більшість інструментальних і продюсерських обов'язків виконує Джаррод Гослінг. Музика гурту поєднує прогресивний рок, психоделіку та містить елементи спейс-року. Створюючи музику, Гослінг використовує вінтажні синтезатори й складні композиційні структури. Він змішує різні музичні жанри, створюючи унікальне експериментальне звучання.

## Дискографія[3]
- 2013: Use and Ornament[4]
- 2014: Neither Use Nor Ornament[5]
- 2018: Pig Views[6]
- 2021: The Hideous Goblink[7]
- 2022: Worm![8]